# Ronde van Italië 2013/Negende etappe
De negende etappe van de Ronde van Italië 2013 werd gereden op 12 mei. Het ging om een heuvelrit over 170 kilometer van Sansepolcro naar Florence. De Russische vluchter Maksim Belkov wist na een lange ontsnapping als enige vooruit te blijven en pakte de dagzege. De Italiaan Vincenzo Nibali verdedigde met succes het roze.

## Verloop
De negende etappe die over vier bergen liep, ving aan met de vorming van een kopgroep van twaalf man, waaronder de Italiaanse leider in het bergklassement Giovanni Visconti en de in Nederlandse dienst rijdende Spanjaard Juan Manuel Garate. Visconti verloor de strijd om het bergklassement echter tegen een andere Italiaan in de kopgroep, Stefano Pirazzi. Na de eerste twee beklimmingen van de dag was de kopgroep uiteen gevallen. Op kop reden Stefano Pirazzi, Robinson Chalapud en later ook de Rus Maksim Belkov. Na de afdaling van de Vallombrosa bleef alleen Belkov over. In de achtervolgende groep werd weinig jacht gemaakt op de Rus. Belkov kon daardoor zijn tocht solo tot een succesvol einde brengen. Hij eindigde één minuut voor het peloton, waarin nog flink gestreden werd om het algemeen klassement. Hoewel de Brit Bradley Wiggins net als in de zevende etappe veel moeite had met de afdaling, wist hij toch tot het laatste moment aan te klampen. Dit gold niet voor de Canadese titelverdediger Ryder Hesjedal die er op de laatste klim afgereden werd. Naast Belkov wisten nog drie andere renners voor het peloton uit te blijven. De Zweed Tobias Ludvigsson eindigde op de vierde plaats. De Colombiaanen Jarlinson Pantano en Carlos Alberto Betancur streden nog om de bonificatieseconden. Een strijd die uiteindelijk gewonnen werd door Betancur die tweede werd, maar die dacht dat hij voor de ritzege ging en een overwinningsgebaar maakte.
In het algemeen klassement gebeurt niet heel veel. De top drie blijft onveranderd en zo gaat de Italiaan Vincenzo Nibali als leider de rustdag in. Op de tweede plaats met een achterstand van 28 seconden staat de Australiër Cadel Evans. Met een achterstand van één minuut en vijftien seconden staat de Nederlander Robert Gesink op de derde plaats. De Belg Francis De Greef staat op zeven minuten en veertig seconden op de 31e plaats.
De Brit Mark Cavendish moet de leiding in het puntenklassement weer afstaan aan de Australiër Cadel Evans die genoeg punten pakte om Cavendish te passeren. Ook in het bergklassement is er een nieuwe leider: de Italiaan Stefano Pirazzi verzamelde veel punten en neemt de blauwe trui over. In het jongerenklassement wist de Nederlander Wilco Kelderman zijn trui met succes te verdedigen. Ook de Nederlandse Blanco ploeg deed goede zaken. Zij nemen de leiding over in het ploegenklassement.

## Uitslag
| Sansepolcro - Florence (170 km) |                         |                             |          |
| Plaats                          | Naam                    | Ploeg                       | Tijd     |
| Winnaar                         | Maksim Belkov           | Team Katjoesja              | 4u31'31" |
| 2                               | Carlos Alberto Betancur | AG2R-La Mondiale            | + 44"    |
| 3                               | Jarlinson Pantano       | Colombia                    | + 46"    |
| 4                               | Tobias Ludvigsson       | Argos-Shimano               | + 54"    |
| 5                               | Cadel Evans             | BMC Racing Team             | + 1'03"  |
| 6                               | Beñat Intxausti         | Team Movistar               | z.t.     |
| 7                               | Danilo Di Luca          | Vini Fantini-Selle Italia   | z.t.     |
| 8                               | Mauro Santambrogio      | Vini Fantini-Selle Italia   | z.t.     |
| 9                               | Damiano Caruso          | Cannondale Pro Cycling Team | z.t.     |
| 10                              | Vincenzo Nibali         | Astana Pro Team             | z.t.     |
|                                 |                         |                             |          |
| 16                              | Robert Gesink           | Blanco Pro Cycling          | z.t.     |
| 35                              | Francis De Greef        | Lotto-Belisol               | z.t.     |

## Klassementen
| Algemeen klassement |                    |                           |           |
| Plaats              | Naam               | Ploeg                     | Tijd      |
| Roze trui           | Vincenzo Nibali    | Astana Pro Team           | 34u19'31" |
| 2                   | Cadel Evans        | BMC Racing Team           | + 29"     |
| 3                   | Robert Gesink      | Blanco Pro Cycling        | + 1'15"   |
| 4                   | Bradley Wiggins    | Sky ProCycling            | + 1'16"   |
| 5                   | Michele Scarponi   | Lampre-Merida             | + 1'24"   |
| 6                   | Sergio Henao       | Sky ProCycling            | + 2'11"   |
| 7                   | Mauro Santambrogio | Vini Fantini-Selle Italia | + 2'43"   |
| 8                   | Przemysław Niemiec | Lampre-Merida             | + 2'44"   |
| 9                   | Rigoberto Urán     | Sky ProCycling            | + 2'49"   |
| 10                  | Tanel Kangert      | Astana Pro Team           | + 3'02"   |
|                     |                    |                           |           |
| 31                  | Francis De Greef   | Lotto-Belisol             | + 7'40"   |

| Puntenklassement |                |                             |        |
| Plaats           | Naam           | Ploeg                       | Punten |
| Rode trui        | Cadel Evans    | BMC Racing Team             | 61     |
| 2                | Mark Cavendish | Omega Pharma-Quickstep      | 58     |
| 3                | Elia Viviani   | Cannondale Pro Cycling Team | 52     |
|                  |                |                             |        |
| 32               | Pim Ligthart   | Vacansoleil-DCM             | 16     |
| 48               | Bert De Backer | Argos-Shimano               | 11     |

| Bergklassment |                   |                           |        |
| Plaats        | Naam              | Ploeg                     | Punten |
| Blauwe trui   | Stefano Pirazzi   | Bardiani Valvole-CSF Inox | 38     |
| 2             | Robinson Chalapud | Colombia                  | 23     |
| 3             | Giovanni Visconti | Team Movistar             | 16     |
|               |                   |                           |        |
| 8             | Willem Wauters    | Vacansoleil-DCM           | 9      |
| 17            | Pim Ligthart      | Vacansoleil-DCM           | 3      |

| Jongerenklassement |                         |                    |           |
| Plaats             | Naam                    | Ploeg              | Tijd      |
| Witte trui         | Wilco Kelderman         | Blanco Pro Cycling | 34u22'57" |
| 2                  | Rafał Majka             | Team Saxo-Tinkoff  | + 43"     |
| 3                  | Carlos Alberto Betancur | AG2R-La Mondiale   | + 2'11"   |
|                    |                         |                    |           |
| 10                 | Jens Keukeleire         | Orica-GreenEdge    | + 25'27"  |

| Ploegenklassement |                    |            |
| Plaats            | Ploeg              | Tijd       |
|                   | Blanco Pro Cycling | 102u19'17" |
| 2                 | Sky ProCycling     | + 1'32"    |
| 3                 | Lampre-Merida      | + 4'21"    |

## Uitvallers
- De Italiaan Francesco Chicchi (Vini Fantini-Selle Italia) is niet gestart.[1]
- De Venezolaan Tomás Gil (Androni Giocattoli) heeft de etappe niet uitgereden.[1]
- De Fransman Arnold Jeannesson (FDJ-BigMat) heeft de etappe niet uitgereden nadat hij te veel last ondervond van een val in de zevende etappe.[2]
- De Spanjaard Ángel Vicioso (Team Katjoesja) heeft de etappe niet uitgereden vanwege een gebroken pols.[1]

1e etappe ·
2e etappe ·
3e etappe ·
4e etappe ·
5e etappe ·
6e etappe ·
7e etappe ·
8e etappe ·
9e etappe ·
10e etappe ·
11e etappe ·
12e etappe ·
13e etappe ·
14e etappe ·
15e etappe ·
16e etappe ·
17e etappe ·
18e etappe ·
19e etappe ·
20e etappe ·
21e etappe
Startlijst · Eindstanden · Afbeeldingen